# Sportverein Viktoria 01 Aschaffenburg 1988-1989
Questa voce raccoglie le informazioni riguardanti lo Sportverein Viktoria 01 Aschaffenburg nelle competizioni ufficiali della stagione 1988-1989.

## Stagione
Nella stagione 1988-1989 il Viktoria Aschaffenburg, allenato da Kurt Geinzer e Werner Nickel, concluse il campionato di 2. Bundesliga al 18º posto.

## Rosa
| N. |                     | Ruolo | Calciatore         |
| -- | ------------------- | ----- | ------------------ |
|    | Germania (bandiera) | P     | Ralf Heil          |
|    | Germania (bandiera) | P     | Claus Reitmaier    |
|    | Germania (bandiera) | P     | Thomas Richter     |
|    | Polonia (bandiera)  | D     | Andrzej Banasik    |
|    | Germania (bandiera) | D     | Lutz Braun         |
|    | Germania (bandiera) | D     | Heiko Franz        |
|    | Germania (bandiera) | D     | Uwe Kramer         |
|    | Germania (bandiera) | D     | Peter Löhr         |
|    | Germania (bandiera) | D     | Michael Sandt      |
|    | Germania (bandiera) | D     | Karl-Heinz Schmitt |
|    | Germania (bandiera) | D     | Klaus Theiss       |
|    | Germania (bandiera) | C     | Ingo Aulbach       |
|    | Germania (bandiera) | C     | Michael Bachmann   |

| N. |                     | Ruolo | Calciatore        |
| -- | ------------------- | ----- | ----------------- |
|    | Germania (bandiera) | C     | Rudolf Bommer     |
|    | Germania (bandiera) | C     | Bernd Gramminger  |
|    | Germania (bandiera) | C     | Christian Hock    |
|    | Germania (bandiera) | C     | Matthias Imhof    |
|    | Germania (bandiera) | C     | Hans-Peter Knecht |
|    | Turchia (bandiera)  | C     | Telat Üzüm        |
|    | Germania (bandiera) | A     | Holger Friz       |
|    | Germania (bandiera) | A     | Ralf Haub         |
|    | Germania (bandiera) | A     | Uwe Höfer         |
|    | Germania (bandiera) | A     | Dieter Lindenau   |
|    | Germania (bandiera) | A     | Markus Schäfer    |
|    | Polonia (bandiera)  | A     | Bogusław Skiba    |

## Organigramma societario
Area tecnica
- Allenatore: Werner Nickel
- Allenatore in seconda:
- Preparatore dei portieri:
- Preparatori atletici:

## Calciomercato

### Sessione estiva
| Acquisti | Acquisti       | Acquisti              | Acquisti |
| R.       | Nome           | da                    | Modalità |
| -------- | -------------- | --------------------- | -------- |
| C        | Rudolf Bommer  | Uerdingen 05          |          |
| A        | Holger Friz    | Eintracht Francoforte |          |
| A        | Ralf Haub      | Eintracht Francoforte |          |
| P        | Thomas Richter | Ulma                  |          |
| D        | Klaus Theiss   | Amburgo               |          |

| Cessioni | Cessioni        | Cessioni        | Cessioni |
| R.       | Nome            | a               | Modalità |
| -------- | --------------- | --------------- | -------- |
| A        | Peter Loontiens | Preußen Krefeld |          |
| C        | Josef Sarroca   | FSV Francoforte |          |

### Sessione invernale
| Acquisti | Acquisti | Acquisti | Acquisti |
| R.       | Nome     | da       | Modalità |
| -------- | -------- | -------- | -------- |

| Cessioni | Cessioni | Cessioni | Cessioni |
| R.       | Nome     | a        | Modalità |
| -------- | -------- | -------- | -------- |

## Risultati

### 2. Bundesliga

#### Girone di andata
| Arbitro: | Retzmann |

|                     |           |                   |
| Kloss 1’ Müller 50’ | Marcatori | 2’ Knecht 5’ Friz |

| Arbitro: | Fröhlich |

|                    |           |             |
| Haub 4’ Knecht 48’ | Marcatori | 44’ Hermann |

| Arbitro: | Kautschor |

|                                              |           |          |
| Rusche 13’ Menke 51’ van der Pütten 75’, 76’ | Marcatori | 75’ Friz |

| Arbitro: | Weber |

|          |           |                  |
| Haub 10’ | Marcatori | 72’ Schlumberger |

| Gelsenkirchen 27 agosto 1988, ore 15:00 CEST 5ª giornata | Schalke 04 | 0 – 0 referto | Vikt. Aschaffenburg | Parkstadion (11 100 spett.)\| Arbitro: \| Mölm \| |
| Arbitro:                                                 | Mölm       |               |                     |                                                   |

| Arbitro: | Neuner |

|                      |           |                       |
| Knecht 51’ Höfer 71’ | Marcatori | 8’ Demandt 20’ Preetz |

| Arbitro: | Krug |

|  |           |           |
|  | Marcatori | 24’ Höfer |

| Arbitro: | Pauly |

|                    |           |                 |
| Haub 51’, 55’, 73’ | Marcatori | 65’ Buchheister |

| Essen 9 agosto 1988, ore 15:00 CEST 9ª giornata | Rot-Weiss Essen | 0 – 0 referto | Vikt. Aschaffenburg | Georg-Melches-Stadion (9 000 spett.)\| Arbitro: \| Bruch \| |
| Arbitro:                                        | Bruch           |               |                     |                                                             |

| Arbitro: | Wiesel |

|                               |           |  |
| Knecht 13’ Friz 33’ Höfer 74’ | Marcatori |  |

| Aschaffenburg 15 ottobre 1988, ore 15:00 CET 11ª giornata | Vikt. Aschaffenburg | 0 – 0 referto | Darmstadt | Stadion am Schönbusch (6 000 spett.)\| Arbitro: \| Eli \| |
| Arbitro:                                                  | Eli                 |               |           |                                                           |

| Arbitro: | Führer |

|                           |           |             |
| Glöde 10’ Basten 70’, 83’ | Marcatori | 26’ Schmitt |

| Arbitro: | Dardenne |

|  |           |         |
|  | Marcatori | 44’ Dum |

| Arbitro: | Weber |

|                                          |           |          |
| Gries 36’ Greiser 42’ Rombach 56’ (rig.) | Marcatori | 73’ Haub |

| Arbitro: | Berg |

|            |           |                                                               |
| Kramer 43’ | Marcatori | 36’ Pförtner 39’, 52’, 60’ Fuchs 50’ Seufert 80’ (aut.) Sandt |

| Arbitro: | Kriegelstein |

|                        |           |                      |
| Kremer 21’ Bittorf 39’ | Marcatori | 65’ Haub 88’ Schäfer |

| Arbitro: | Tritschler |

|                     |           |           |
| Friz 14’ Knecht 70’ | Marcatori | 87’ Münch |

| Arbitro: | Kruse |

|                                                      |           |          |
| Gerber 37’ Wolff 50’ Gebhardt 72’ (rig.) Scheler 88’ | Marcatori | 81’ Haub |

| Arbitro: | Matheis |

|                            |           |               |
| Haub 27’ Theiss 81’ (rig.) | Marcatori | 42’ Buckmaier |

#### Girone di ritorno
| Arbitro: | Steinborn |

|                    |           |            |
| Bommer 4’ Haub 44’ | Marcatori | 57’ Müller |

| Arbitro: | Neumann |

|                            |           |            |
| Remark 30’, 57’ Moutas 64’ | Marcatori | 77’ Knecht |

| Arbitro: | Führer |

|          |           |            |
| Haub 33’ | Marcatori | 83’ Rusche |

| Arbitro: | Osmers |

|                 |           |  |
| Holzer 66’, 80’ | Marcatori |  |

| Arbitro: | Föckler |

|                     |           |  |
| Haub 10’ Bommer 77’ | Marcatori |  |

| Arbitro: | Theobald |

|                                      |           |  |
| Walz 25’ Demandt 30’, 73’ Schütz 58’ | Marcatori |  |

| Arbitro: | Ren |

|              |           |                          |
| Lindenau 57’ | Marcatori | 69’ Weber 75’ Sendscheid |

| Arbitro: | Diekert |

|             |           |  |
| Holdorf 85’ | Marcatori |  |

| Arbitro: | Mierswa |

|                    |           |                |
| Haub 50’ Imhof 60’ | Marcatori | 85’ Regenbogen |

| Arbitro: | Kruse |

|                                        |           |  |
| Wójcicki 28’ (rig.) Jurgeleit 37’, 54’ | Marcatori |  |

| Arbitro: | Mölm |

|                      |           |                |
| Sánchez 12’ Kuhl 41’ | Marcatori | 32’ Gramminger |

| Arbitro: | Kentsch |

|           |           |           |
| Höfer 20’ | Marcatori | 19’ Glöde |

| Saarbrücken 1º maggio 1989, ore 20:15 CEST 32ª giornata | Saarbrücken | 0 – 0 referto | Vikt. Aschaffenburg | Ludwigsparkstadion (4 337 spett.)\| Arbitro: \| Föckler \| |
| Arbitro:                                                | Föckler     |               |                     |                                                            |

| Arbitro: | Prengel |

|              |           |  |
| Bachmann 76’ | Marcatori |  |

| Arbitro: | Wiesel |

|                        |           |  |
| Pförtner 63’ Fuchs 87’ | Marcatori |  |

| Arbitro: | Retzmann |

|                                        |           |  |
| Haub 12’ Imhof 18’ Knecht 84’ Löhr 90’ | Marcatori |  |

| Arbitro: | Scheuerer |

|                              |           |                          |
| Mähn 46’ Weiss 68’ Jambo 90’ | Marcatori | 17’ Bachmann 68’ Schmitt |

| Arbitro: | Richmann |

|                               |           |  |
| Braun 5’ Haub 35’ Schäfer 67’ | Marcatori |  |

| Arbitro: | Kriegelstein |

|                       |           |          |
| Kontny 67’ Kügler 80’ | Marcatori | 89’ Haub |

## Statistiche

### Statistiche di squadra
| Competizione  | Punti | In casa | In casa | In casa | In casa | In casa | In casa | In trasferta | In trasferta | In trasferta | In trasferta | In trasferta | In trasferta | Totale | Totale | Totale | Totale | Totale | Totale | DR  |
| Competizione  | Punti | G       | V       | N       | P       | Gf      | Gs      | G            | V            | N            | P            | Gf           | Gs           | G      | V      | N      | P      | Gf     | Gs     | DR  |
| ------------- | ----- | ------- | ------- | ------- | ------- | ------- | ------- | ------------ | ------------ | ------------ | ------------ | ------------ | ------------ | ------ | ------ | ------ | ------ | ------ | ------ | --- |
| 2. Bundesliga | 34    | 19      | 11      | 5       | 3       | 33      | 20      | 19           | 1            | 5            | 13           | 14           | 40           | 38     | 12     | 10     | 16     | 47     | 60     | -13 |
| Totale        | 34    | 19      | 11      | 5       | 3       | 33      | 20      | 19           | 1            | 5            | 13           | 14           | 40           | 38     | 12     | 10     | 16     | 47     | 60     | -13 |

### Andamento in campionato
| Giornata  | 1 | 2 | 3  | 4  | 5  | 6  | 7 | 8 | 9 | 10 | 11 | 12 | 13 | 14 | 15 | 16 | 17 | 18 | 19 | 20 | 21 | 22 | 23 | 24 | 25 | 26 | 27 | 28 | 29 | 30 | 31 | 32 | 33 | 34 | 35 | 36 | 37 | 38 |
| --------- | - | - | -- | -- | -- | -- | - | - | - | -- | -- | -- | -- | -- | -- | -- | -- | -- | -- | -- | -- | -- | -- | -- | -- | -- | -- | -- | -- | -- | -- | -- | -- | -- | -- | -- | -- | -- |
| Luogo     | T | C | T  | C  | T  | C  | T | C | T | C  | C  | T  | C  | T  | C  | T  | C  | T  | C  | C  | T  | C  | T  | C  | T  | C  | T  | C  | T  | T  | C  | T  | C  | T  | C  | T  | C  | T  |
| Risultato | N | V | P  | N  | N  | N  | V | V | N | V  | N  | P  | P  | P  | P  | N  | V  | P  | V  | V  | P  | N  | P  | V  | P  | P  | P  | V  | P  | P  | N  | N  | V  | P  | V  | P  | V  | P  |
| Posizione | 7 | 5 | 13 | 12 | 11 | 10 | 8 | 7 | 7 | 6  | 6  | 7  | 9  | 10 | 14 | 14 | 10 | 11 | 10 | 9  | 12 | 12 | 12 | 10 | 12 | 16 | 16 | 14 | 15 | 16 | 17 | 17 | 15 | 16 | 15 | 18 | 16 | 18 |

Legenda:

Luogo: C = Casa; T = Trasferta. Risultato: V = Vittoria; N = Pareggio; P = Sconfitta.

### Statistiche dei giocatori
| I. Aulbach    | 26 | 0  | 8 | 1 |
| M. Bachmann   | 21 | 2  | 1 | 0 |
| A. Banasik    | 1  | 0  | 0 | 0 |
| R. Bommer     | 33 | 2  | 3 | 0 |
| L. Braun      | 24 | 1  | 2 | 0 |
| H. Franz      | 0  | 0  | 0 | 0 |
| H. Friz       | 13 | 4  | 2 | 0 |
| B. Gramminger | 27 | 1  | 5 | 2 |
| R. Haub       | 36 | 16 | 6 | 0 |
| R. Heil       | 3  | 0  | 0 | 0 |
| C. Hock       | 6  | 0  | 0 | 0 |
| U. Höfer      | 23 | 4  | 0 | 0 |
| M. Imhof      | 29 | 2  | 2 | 0 |
| H. Knecht     | 33 | 7  | 8 | 1 |
| U. Kramer     | 13 | 1  | 5 | 0 |
| D. Lindenau   | 28 | 1  | 1 | 0 |
| P. Löhr       | 33 | 1  | 4 | 0 |
| C. Reitmaier  | 30 | 0  | 0 | 1 |
| T. Richter    | 6  | 0  | 0 | 0 |
| M. Sandt      | 9  | 0  | 1 | 0 |
| K. Schmitt    | 24 | 2  | 2 | 0 |
| M. Schäfer    | 24 | 2  | 1 | 0 |
| B. Skiba      | 4  | 0  | 0 | 0 |
| K. Theiss     | 36 | 1  | 0 | 0 |
| T. Üzüm       | 0  | 0  | 0 | 0 |